# مارك بريدج-ويلكينسون
مارك بريدج-ويلكينسون (بالإنجليزية: Marc Bridge-Wilkinson)‏ هو لاعب كرة قدم بريطاني في مركز الوسط، ولد في 16 مارس 1979 في كوفنتري في المملكة المتحدة. لعب مع برادفورد سيتي وبورت فايل ودارلينجتون إف سى وديربي كاونتي وستوكبورت كونتي ونادي كارلايل يونايتد.

## وصلات خارجية
- مارك بريدغ-ويلكينسون على موقع قاعدة بيانات كرة القدم.إي يو (الإنجليزية)
- مارك بريدغ-ويلكينسون على موقع Soccerbase.com (لاعب) (الإنجليزية)
- مارك بريدغ-ويلكينسون على موقع عالم كرة القدم.نت (الإنجليزية)